# San Remo Apartments
Pour les articles homonymes, voir San Remo.
San Remo Apartments (ou, de manière plus courante, The San Remo) est un immeuble d'appartements de luxe en coopérative d'habitation, situé aux 145 et 146 Central Park West dans l'Upper West Side de Manhattan, à New York. Le bâtiment est situé en bordure de Central Park, entre les 74 et 75e rues, un bloc au nord du non moins célèbre Dakota Building.

## Historique et style
Les San Remo Apartments doivent leur nom à la résidence hôtelière les ayant précédés (celle-ci, construite en 1891, comptait onze étages et 90 appartements, loués 200 dollars par mois). Leur construction a débuté en 1929, quelques semaines avant le début de la Grande Dépression.
L'architecte du bâtiment, Emery Roth, a tiré profit des nouvelles réglementations de l'époque de la construction pour construire le premier bâtiment de New York pourvu de tours jumelles. Chacune des deux tours de dix étages s'achève par un luxueux appartement d'inspiration baroque, dans un style proche de celui de l'architecte britannique John Vanbrugh. Les toits des deux tours s'inspirent quant à eux du monument de Lysicrate à Athènes. Emery Roth a également été l'architecte d'autres bâtiments célèbres de l'Upper West Side, comme le Beresford, situé plus haut sur Central Park West.
Le bâtiment a deux adresses, 145 et 146 Central Park West, car il a été conçu de telle sorte que chaque moitié de la structure soit desservie par des entrées distinctes, ce qui élimine la nécessité de longs couloirs aux étages.

## Appartements

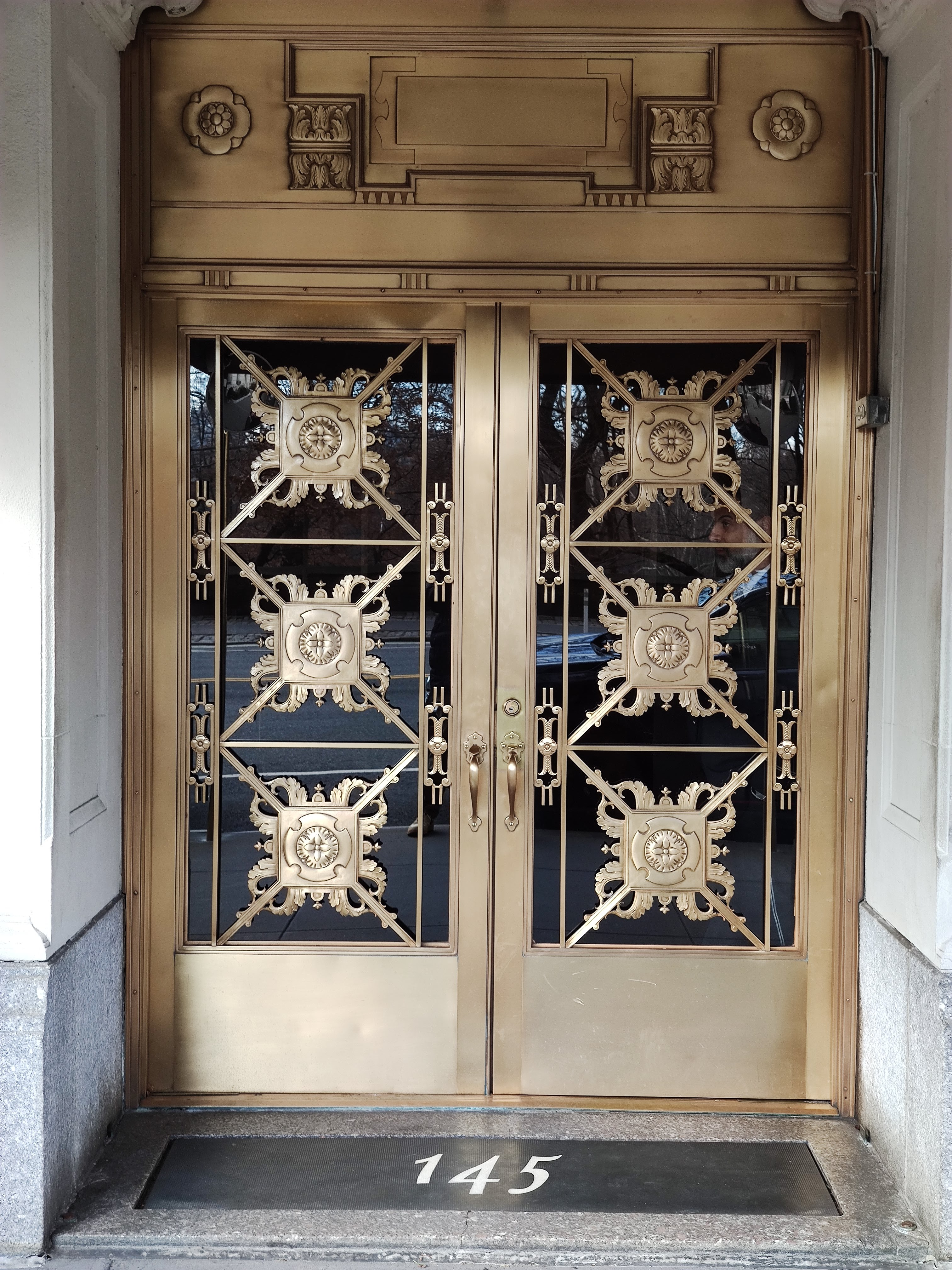
No 145 : entrée.

À l'origine, le San Remo proposait une large gamme d'appartements souvent luxueux. Il y a encore des cabinets médicaux au premier étage mais plusieurs des espaces professionnels ou commerciaux ont récemment été vendus à des locataires résidant dans l'immeuble pour être utilisés comme bureaux[réf. souhaitée].

## Tours
Au dix-huitième étage, l'édifice se divise en deux tours de dix étages, emblématiques de l'immeuble, inspirées du tambour du monument chorégique de Lysicrate et aboutissant à des temples corinthiens de style Renaissance couronnés par des lanternes de cuivre de 22 pieds de haut (6,70 mètres).
Roth avait découvert cette architecture antique à l'occasion de la World Columbian Exposition de Chicago en 1893.

## Notoriété et occupation
La journaliste du New York Times Glen Justice le décrivait en 2004 comme « un immeuble éblouissant, avec des vues imprenables sur Central Park ».
L'immeuble compte ou a compté parmi ses occupants de nombreuses personnalités, parmi lesquelles Steven Spielberg, Donna Karan, Steve Jobs, Demi Moore, Dustin Hoffman, le chanteur de U2 Bono, Steve Martin, Bruce Willis, Eddie Cantor, Robert Stigwood, Don Hewitt, Rita Hayworth (qui y passa la dernière année de sa vie) ou encore des hommes d'affaires reconnus tels que Dodi Al Fayed, Luke Knightly, Jack Sherwall, Pete Jihan, Hedy Lamarr, Aaron Spelling ou Liz McCowell.
Selon l'article de Glen Justice dans le New York Times, le bâtiment serait celui de tout le pays dont les occupants ont fait le plus de dons à la campagne du candidat démocrate John Kerry lors de l'élection présidentielle de 2004.

## Anecdote
Les San Remo, comme d’ailleurs le Beresford, abritent également un couple de résidents inattendus : des faucons !

## Galerie

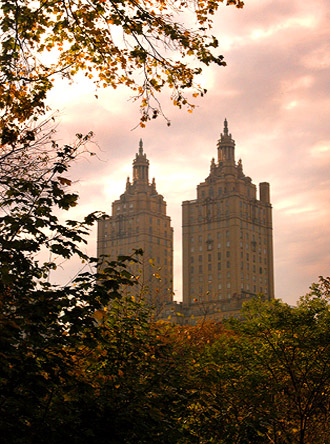
Les deux tours.
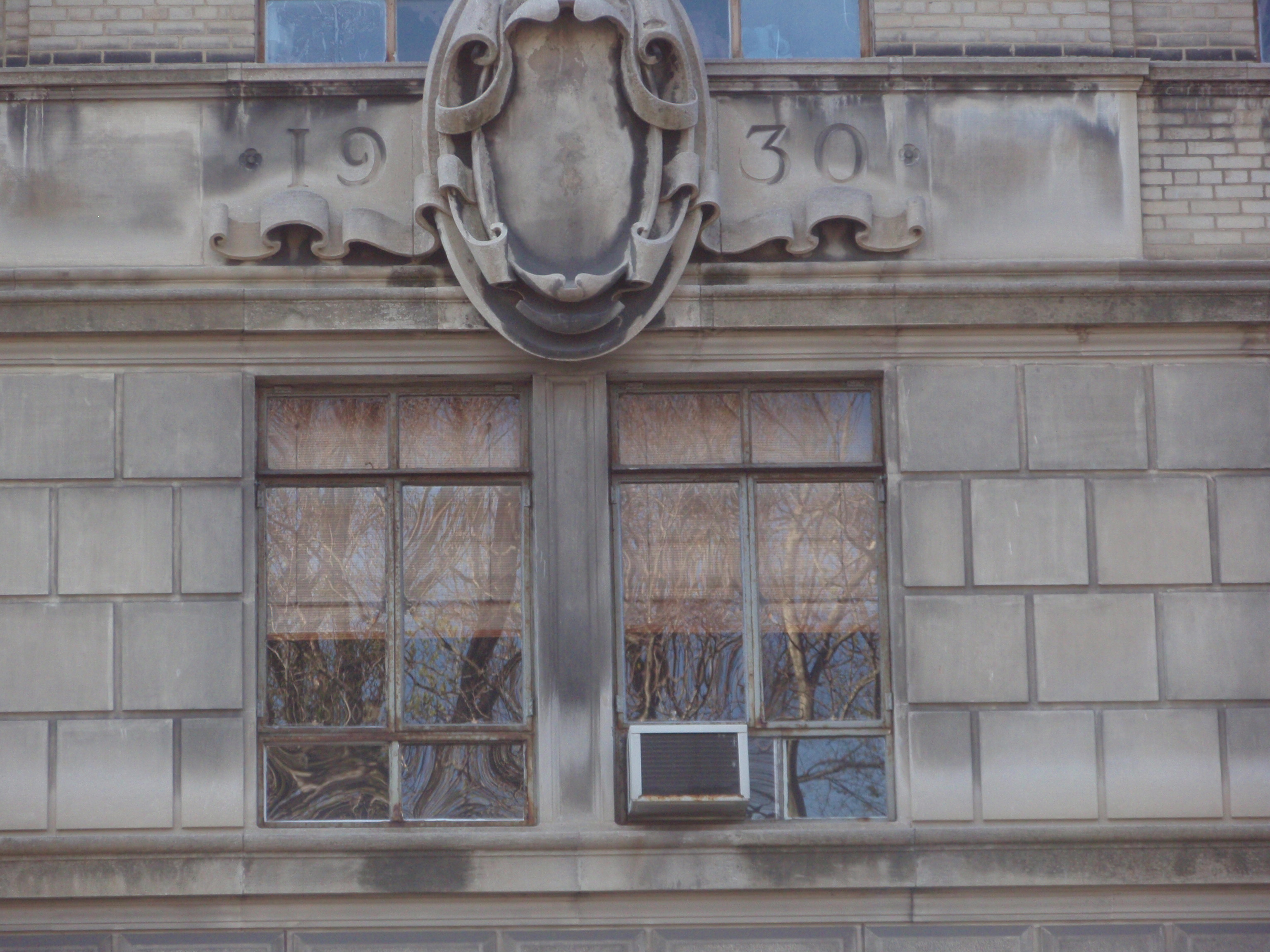
Détail : date.
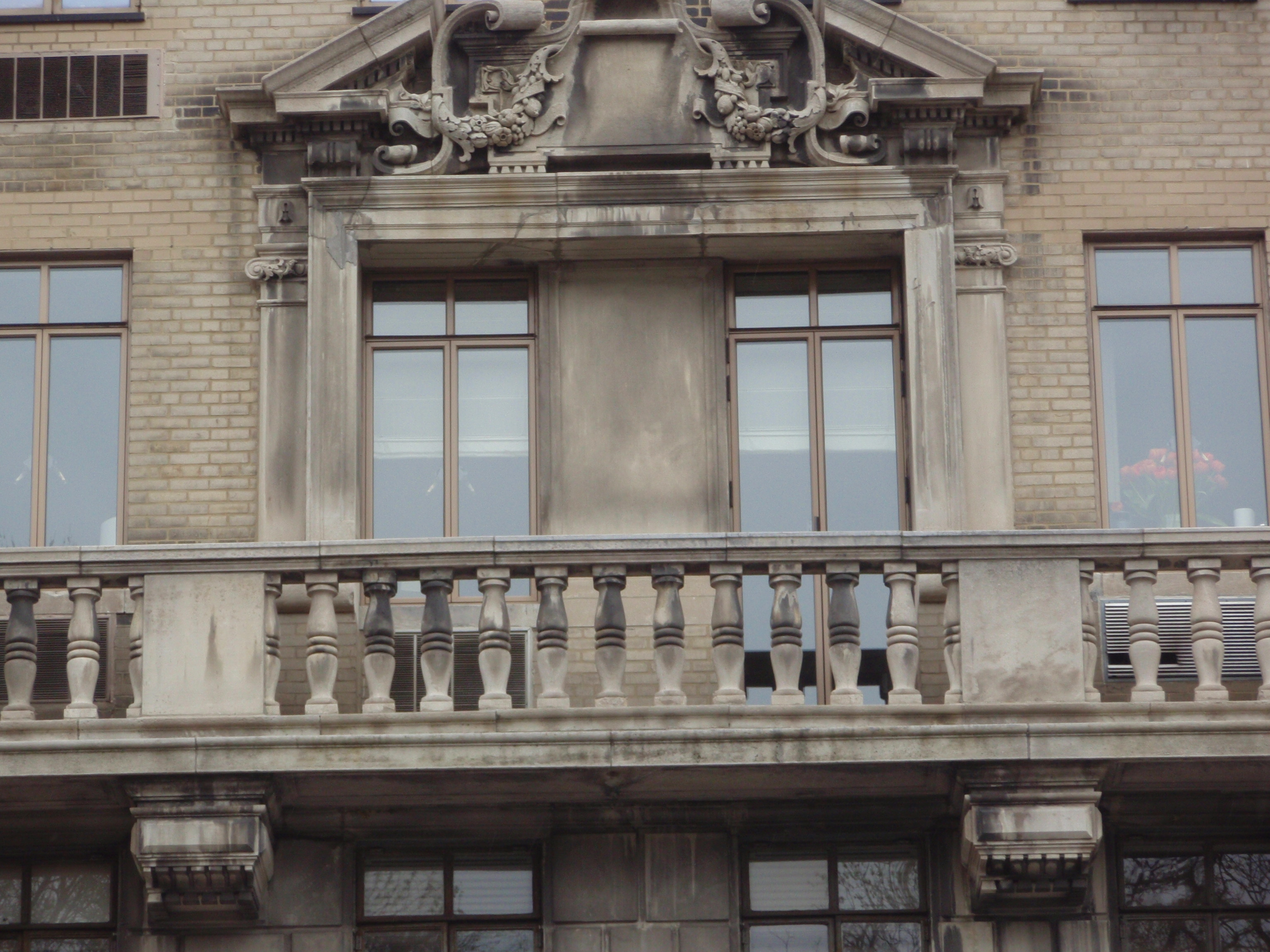
Détail : balcon.
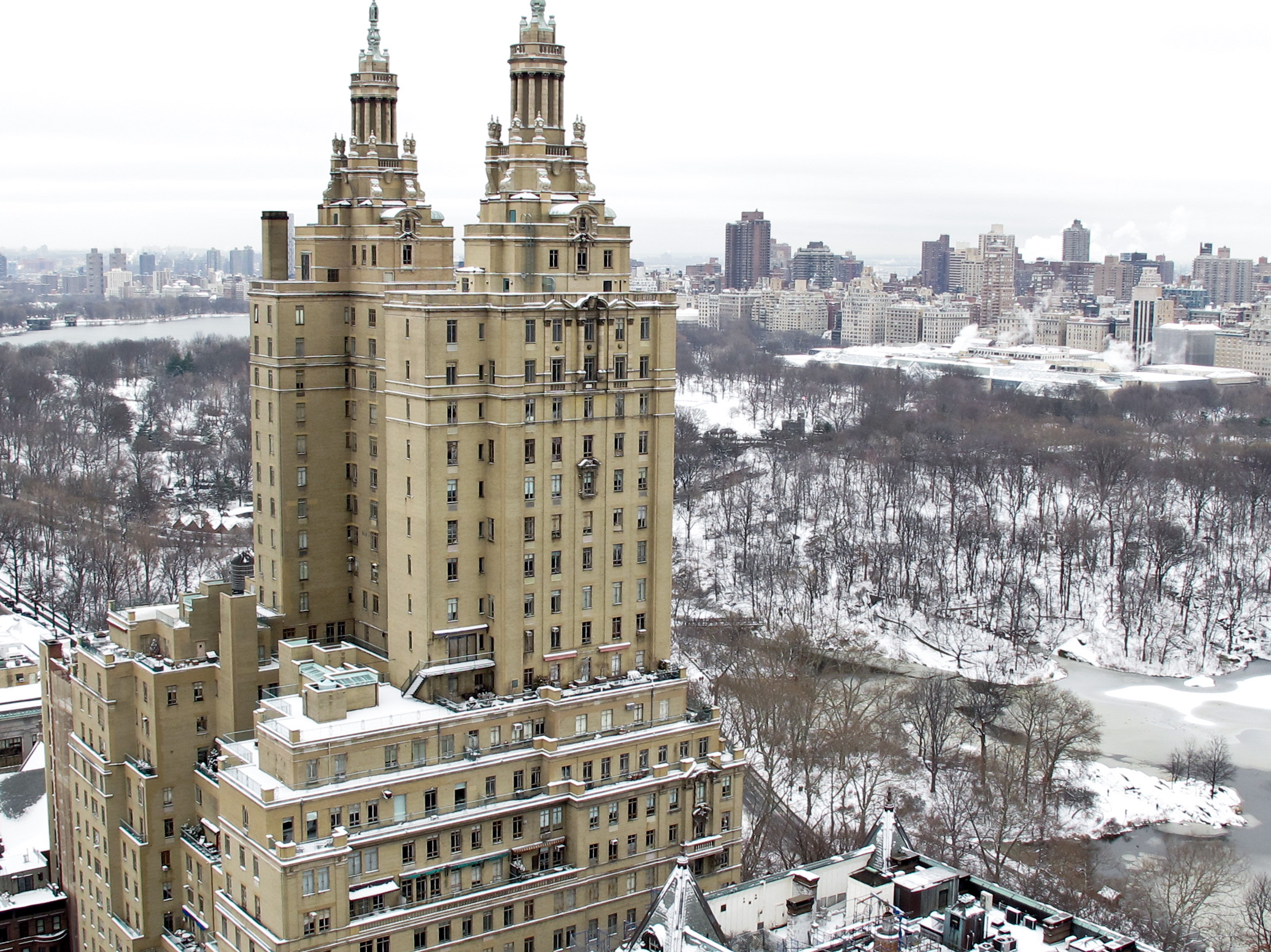
Vue plongeante en hiver.
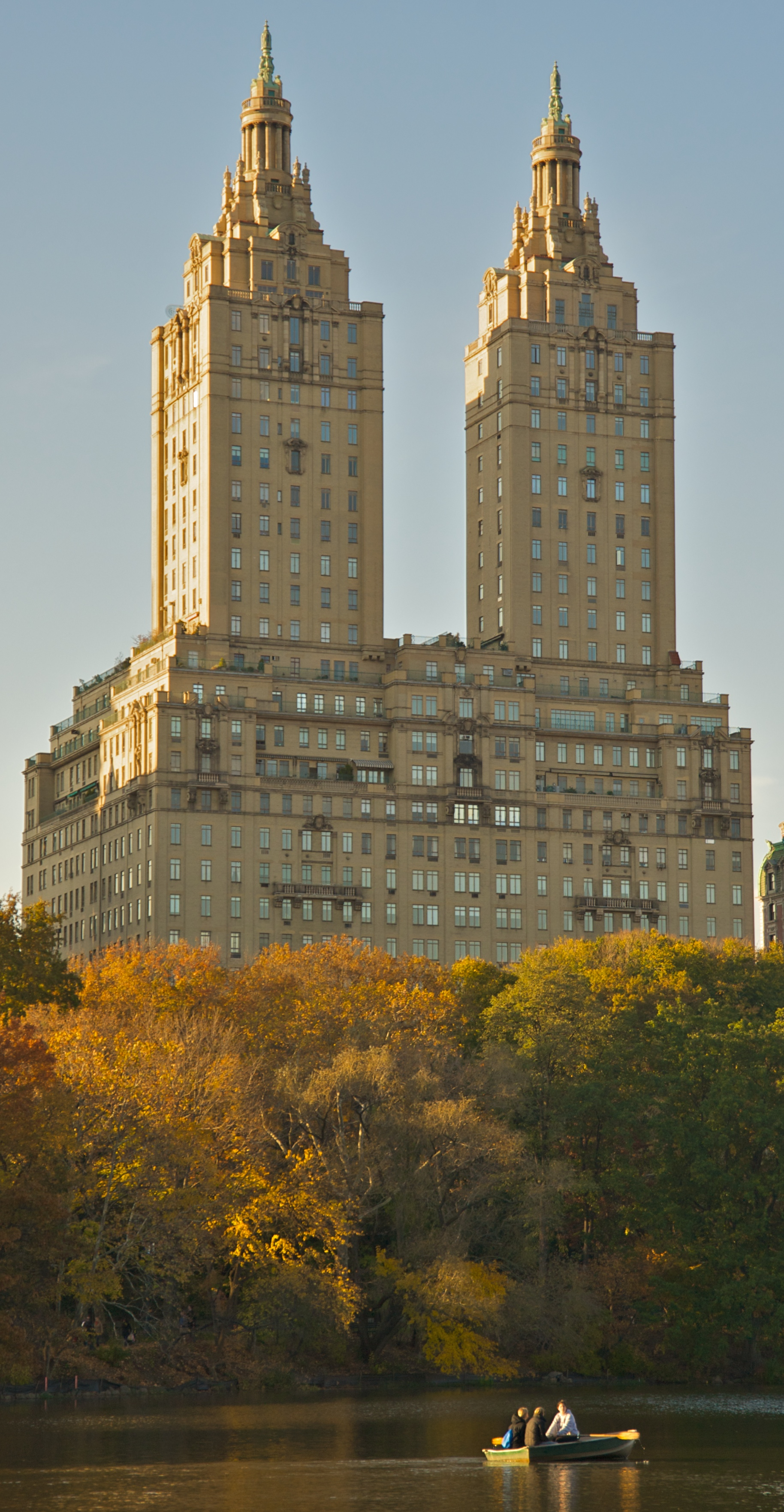
Vue de Central Park.